# Sem Querer (canção de Wanessa Camargo)
Sem Querer é uma canção da cantora pop brasileira Wanessa Camargo, presente em seu terceiro álbum de estúdio, o homônimo Wanessa Camargo, de 2002. Foi lançada como segundo single do disco em 22 de fevereiro de 2003. Foi composta por Greyce Kelly e Silvio Richetto.

## Videoclipe

### Sinopse
O videoclipe de Sem Querer começa com Wanessa andando em câmera lenta até um carro esporte de corrida, ela começa a dirigir o carro e vai derrubando tudo o que encontra pela frente, intercalando com cenas dela cantando parada atrás do carro em uma garagem usando um top e uma calça justa. Ela segue dirigindo o carro até encontrar o galã interpretado por Erik Marmo, em uma oficina mecânica. Então ela se troca no banheiro e aparece na frente dele com um visual sexy e provocante, o vídeo termina após eles entram na sala dele da oficina e ela derruba tudo o que está na mesa, puxa a camisa dele e o deita na mesa com ela por cima, deixando a entender que eles fizeram sexo. O videoclipe foi dirigido por Mauro Lima.

## Desempenho nas paradas
"Sem Querer" entrou no ranking das canções mais tocadas no Brasil na posição de número 9, durante a semana iniciada no dia 26 de março até 1º de abril de 2003. Na segunda semana, a canção subiu para a posição de número 5, enquanto na terceira semana, a canção subiu para a posição de número 4. Após duas semanas caindo, "Sem Querer" subiu para a terceira posição - seu pico - entre os dias 30 de abril e 6 de maio.

## Lista de faixas
Download digital
1. Sem Querer - 3:32

## Histórico de lançamento
| País   | Data                    | Formato(s) | Gravadora |
| ------ | ----------------------- | ---------- | --------- |
| Brasil | 22 de fevereiro de 2003 | Airplay    | Sony BMG  |

## Prêmios e indicações
| Ano  | Prêmio                 | Categoria            | Resultado |
| ---- | ---------------------- | -------------------- | --------- |
| 2003 | MTV Video Music Brasil | Escolha da Audiência | Indicado  |